# Pápai Lajos
Pápai Lajos (Győr, 1940. szeptember 6. –) nyugalmazott győri megyés püspök.

## Pályafutása
1958-ban érettségizett a keszthelyi premontrei rend főgimnáziumában (a mai Vajda János Gimnázium). 1963. június 21-én szentelték pappá Veszprémben. Segédlelkészként szolgált Nagykapornakon (1963–1965), Kiskomáromban (1965–1966), Nagykanizsán (1966–1967), Siófokon (1967), Balatonfüreden (1967–1973), majd ismét Nagykanizsán (1973).
1969-ben teológiai doktorátust szerzett Budapesten. 1973–1975 között tanulmányi szabadságon volt Strasbourgban, ahol 1975-ben vallástudományi doktorátust szerzett. Ezt követően 1975–77 között Szegeden volt teológiai tanár; morálist, patrológiát és ökumenizmust tanított. Budapesten spirituális volt a Központi Papnevelő Intézetben (1977–1985), közben püspöki tanácsos lett (1982). 1985–1991 között plébános volt Veszprémben a Regina Mundi plébánián. Majd 1992 Január 1.-én megalapította a Győri Egyházmegyei Karitaszt.

### Püspöki pályafutása
1991. március 18-tól győri megyés püspök, ahol április 27-én szentelték fel. 1995-től a Magyar Katolikus Püspöki Konferencia Iskolabizottságának elnöke, 2005 szeptemberétől 2010-ig a püspöki kar alelnöke volt. Kiállt az Orbán-kormány mellett, pl. 2012-ben felszólalt az ellen, hogy „a liberális elvet vallók európai uniós kapcsolataikon keresztül akarják rágalmazni Magyarországot, Orbán Viktor miniszterelnököt és a kormányt”.
75 éves korában lemondott hivataláról. Ferenc pápa lemondását elfogadta, utódjául 2016. május 17-én Veres András addigi szombathelyi püspököt nevezte ki.

## Művei
- Nagy Szt. Baszileiosz halálának 1600 éves évfordulójára. II. János Pál pápa enciklikája (ford.) Budapest, 1983 (Ókeresztény írók. VI:11.)
- André Frossard: Ne féljetek! (ford.) Budapest, 1986
- A keresztény hit alapjai. 1-2. köt. Győr, 2003
- A Napba öltözött ember: Prohászka Ottokár; Szent István Társulat, Bp., 2006 (Haza a magasban)
- Te kövess engem Elmer István beszélgetése Pápai Lajos megyéspüspökkel; Szent István Társulat, Bp., 2006 (Pásztorok)
- „Isten Anyja, a Boldogságos Szűz Mária Krisztus és az Egyház misztériumában” Győr, 2004
- A hit szemei. Az ember útja a hithez. Elhangzott a Pázmány Péter Katolikus Egyetemen, a Szent István Társulat „Társulati esték” előadássorozata keretében, 2013. október 28-án; Szent István Társulat, Bp., 2013
- Reformáció, reform, párbeszéd, 1517–2017; Szent István Társulat, Bp., 2016
- XII. Piusz és a zsidók; David Dalin nyomán; Szent István Társulat, Bp., 2018
- Tudom, kinek hittem. Nagyböjti konferenciabeszédek; Szent István Társulat, Bp., 2020

## Díjai, kitüntetései
- Győr díszpolgára (2013)[5]
- A Magyar Érdemrend parancsnoki keresztje (2010)
- A Magyar Érdemrend nagykeresztje (2015)[6]